# Kai Federspiel
Kai Edvard Johan Federspiel, född 30 december 1903 i Köpenhamn, död  21 juni 1981 i Ålabodarna, Landskrona kommun, var en dansk-svensk tecknare och målare.
Federspiel påbörjade sin konstnärliga utbildning för Niels Rasmussen på målarskolan Studio i Köpenhamn. Han kom till Sverige som flykting 1943 och inledde samma år studier vid Slöjdföreningens skola i Göteborg. Separat ställde han ut i Kristianstad 1949. Hans konst består av enstaka figursaker, stilleben och koloristiska landskap som är naturalistiskt hållna.